# Marjorie Estiano
Marjorie Dias de Oliveira, més coneguda com a Marjorie Estiano (Curitiba, 8 de març de 1982) és una cantant i actriu brasilera. Va interpretar el paper de protagonista a dues telenovel·les i el paper antagonista principal en una altra. Nascuda a la ciutat de Curitiba, Marjorie Estiano va exercir el paper d'antagonista com Natasha Ferreira a la telenovel·la Malhação. Seguidament, va interpretar el paper principal a la telenovel·la de la televisió Rede Globus Duas Caras, de Aguinaldo Silva, on va representar el personatge de Maria Paula. Entre els seus últims treballs, Marjorie Estiano va ser elegida per interpretar el paper protagonista a la telenovel·la Lado a Lado en la qual interpreta el personatge de Laura.

## Televisió
- 2003: Malhação ... Fabiana[1]
- 2004 - 2005: Malhação ... Natasha Ferreira (antagonista)[2][3]
- 2006: Páginas da Vida... Marina Andrade Rangel[4]
- 2006: Sob Nova Direção ... Nely Li[5]
- 2007: Duas Caras... Maria Paula Fonseca do Nascimento (protagonista)[6]

- 2009: Caminho das Índias... Tônia (Antônia Cavinato)[10][11][12]
- 2010: S.O.S. Emergência ... Flávia Menezes[13]
- 2011: Amor em Quatro Atos ... Letícia[14]
- 2011: Cine Conhecimento ... -[15]
- 2011: A Vida da Gente... Manuela Fonseca (co-protagonista)[16][17][18][19]
- 2012: Lado a Lado... Laura Assunção (protagonista)[20][21][22]

## Cinema
- 2011: Malu de Bicicleta ... Sueli[23]
- 2012: Apneia ... Giovanna[24]
- 2013: O Tempo e o Vento ... Bibiana (protagonista)[25]

## Teatre
- 1999: "Clarisse" ... Clarisse (protagonista)
- 2002 - 2003: ""Beijos, Escolhas e Bolhas de Sabão" ... Tati
- 2003: "Barbara não lhe Adora" ... Bárbara Cristina (protagonista)
- 2009 - 2010: "Corte Seco" ... Samantha
- 2011: "Inverno da Luz Vermelha" ... Christine (protagonista)
- 2012 - 2013: O Desaparecimento do Elefante ... Atashi[26][27]

## Discografia
- 2005: Marjorie Estiano[30]
- 2007: Flores, Amores e Bla, blá, blá[31]
- 2013: TBA[32]

## DVD
- 2005: Marjorie Estiano e Banda ao Vivo[33]

## Premis com a actriu
- 1999: Millor Actriu, Prêmio Lala Schneider (Clarisse)[1]
- 2005: Millor Actriu, Prêmio Jovem Brasileiro (Malhação)[34]
- 2011: Millor Actriu, Prêmio Quem (A vida da gente)[35]
- 2012: Millor Pareja, Prêmio Noveleiros, Laura i Edgar[36] (Lado a Lado)[37][38]

## Premis com a cantant
- 2005: Prêmio Melhores do Ano, Domingão do Faustão, Você sempre será
- 2005: Trofeu Leão Lobo
- 2005: Meus Prêmios Nick
- 2006: Multishow de Música Brasileira[39]